# Liste der Mitglieder des Landtags von Baden-Württemberg (5. Wahlperiode)
Diese Liste gibt einen Überblick über alle Mitglieder des 5. baden-württembergischen Landtages (1968–1972) mit Fraktionszugehörigkeit und Wahlkreis.
Der 5. Landtag wurde am 28. April 1968 gewählt. Die 1. Plenarsitzung fand am 11. Juni 1968, die letzte am 23. März 1972 statt.
Zum Präsidenten des Landtags von Baden-Württemberg wurde Camill Wurz (CDU) gewählt. Bei den Fraktionsvorsitzenden gab es in zwei Fällen einen Wechsel während der Legislaturperiode, jeweils nach einem Rücktritt.

## Sitzverteilung
| Fraktion | Sitze | Direktmandate | Zweitmandate |
| -------- | ----- | ------------- | ------------ |
| CDU      | 060   | 060           | 0            |
| SPD      | 037   | 09            | 028          |
| FDP/DVP  | 018   | 01            | 017          |
| NPD      | 012   | 0             | 012          |
| Gesamt   | 127   | 070           | 057          |

## Abgeordnete
| Name                     | Lebensdaten | Fraktion  | Wahlkreis             | Mandat                       | Anmerkung                                                        |
| ------------------------ | ----------- | --------- | --------------------- | ---------------------------- | ---------------------------------------------------------------- |
| Walter Ableiter          | 1922–1993   | FDP/DVP   | 59 Calw               | Zweitmandat                  | ausgeschieden am 1. November 1970 (Nachfolger: Fritz Weber)      |
| Hans Albrecht            | 1923–2006   | FDP/DVP   | 09 Leonberg           | Zweitmandat                  |                                                                  |
| Kurt Angstmann           | 1915–1978   | SPD       | 31 Mannheim-Stadt I   | Direktmandat                 |                                                                  |
| Erich Walter Barthold    | 1920–2000   | CDU       | 65 Reutlingen         | Direktmandat                 |                                                                  |
| Karl Baßler              | 1924–2013   | NPD (*)   | 08 Böblingen          | Zweitmandat                  | (*) seit dem 30. September 1971 fraktionslos                     |
| Fritz Bauer              | 1923–1975   | SPD       | 36 Pforzheim          | Zweitmandat                  |                                                                  |
| Traugott Bender          | 1927–1979   | CDU       | 28 Karlsruhe-Stadt I  | Direktmandat                 |                                                                  |
| Georg Birk               | 1912–1991   | CDU       | 59 Calw               | Direktmandat                 |                                                                  |
| Karl Brachat             | 1901–1971   | CDU       | 53 Villingen          | Direktmandat                 | verstorben am 24. Mai 1971 (Nachfolger: Alfons Stadler)          |
| Johann Peter Brandenburg | 1905–1977   | FDP/DVP   | 44 Freiburg-Stadt     | Zweitmandat                  | Fraktionsvorsitzender seit 1969                                  |
| Friedrich Brünner        | 1910–2004   | CDU       | 69 Ravensburg         | Direktmandat                 |                                                                  |
| Heinz Bühringer          | 1927–2016   | SPD       | 23 Waiblingen I       | Zweitmandat                  | Fraktionsvorsitzender                                            |
| Wilhelm Buggle           | 1915–1989   | CDU       | 62 Tuttlingen         | Direktmandat                 |                                                                  |
| Wolfgang Daffinger       | 1927–2013   | SPD       | 39 Mannheim-Land II   | Direktmandat                 |                                                                  |
| Ralf Dahrendorf          | 1929–2009   | FDP/DVP   | 03 Stuttgart III      | Zweitmandat                  | ausgeschieden am 28. Oktober 1969 (Nachfolger: Friedrich Haag)   |
| Rudolf Decker            | 1934–2024   | CDU       | 08 Böblingen          | Direktmandat                 |                                                                  |
| Friedrich Degeler        | 1902–1989   | CDU       | 17 Heidenheim         | Direktmandat                 |                                                                  |
| Theopont Diez            | 1908–1993   | CDU       | 47 Konstanz II        | Direktmandat                 |                                                                  |
| Paul Doll                | 1915–2003   | SPD       | 13 Heilbronn-Land II  | Direktmandat                 |                                                                  |
| Heinz Duffner            | 1926–1984   | SPD       | 49 Waldshut           | Zweitmandat                  |                                                                  |
| Otto Dullenkopf          | 1920–2007   | CDU       | 29 Karlsruhe-Stadt II | Direktmandat                 | ausgeschieden am 20. August 1970 (Nachfolgerin: Toni Menzinger)  |
| Rudolf Eberle            | 1926–1984   | CDU       | 49 Waldshut           | Direktmandat                 |                                                                  |
| Erich Emmrich            | 1922–1983   | SPD       | 63 Balingen           | Zweitmandat                  |                                                                  |
| Alfred Entenmann         | 1927        | CDU       | 23 Waiblingen I       | Direktmandat                 |                                                                  |
| Helmut Epperlein         | 1913–1969   | NPD       | 36 Pforzheim          | Zweitmandat                  | verstorben am 8. Februar 1969 (Nachfolger: Thomas Fodi)          |
| Günter Erlewein          | 1928        | SPD       | 06 Heilbronn-Stadt    | Direktmandat                 |                                                                  |
| Fritz Esser              | 1914–1978   | SPD       | 32 Mannheim-Stadt II  | Direktmandat                 |                                                                  |
| Emil Feucht              | 1910–2000   | FDP/DVP   | 13 Heilbronn-Land II  | Zweitmandat                  |                                                                  |
| Hans Filbinger           | 1913–2007   | CDU       | 44 Freiburg-Stadt     | Direktmandat                 |                                                                  |
| Thomas Fodi              | 1922–1980   | NPD       | 36 Pforzheim          | Nachrücker im Zweitmandat    | eingetreten am 17. Februar 1969 für Helmut Epperlein             |
| Gottlieb Frank           | 1904–1998   | CDU       | 14 Öhringen           | Direktmandat                 |                                                                  |
| Hans Frank               | 1919–2001   | SPD       | 53 Villingen          | Zweitmandat                  |                                                                  |
| Fritz Frey               | 1914–1984   | CDU       | 19 Göppingen I        | Direktmandat                 |                                                                  |
| Alfons Frick             | 1913–2002   | CDU       | 26 Esslingen II       | Direktmandat                 |                                                                  |
| Lothar Gaa               | 1931–2022   | CDU       | 38 Mannheim-Land I    | Direktmandat                 |                                                                  |
| Erich Ganzenmüller       | 1914–1983   | CDU       | 21 Schwäbisch Gmünd   | Direktmandat                 | Fraktionsvorsitzender                                            |
| Hugo Geisert             | 1917–1986   | CDU       | 42 Mosbach            | Direktmandat                 |                                                                  |
| Erwin Geist              | 1916–2012   | SPD       | 58 Tübingen           | Zweitmandat                  |                                                                  |
| Roland Gerstner          | 1931–2025   | CDU       | 57 Rastatt            | Direktmandat                 |                                                                  |
| Robert Gleichauf         | 1914–1992   | CDU       | 61 Rottweil           | Direktmandat                 |                                                                  |
| Franz Gog                | 1907–1980   | CDU       | 64 Hechingen          | Direktmandat                 |                                                                  |
| Erwin Gomeringer         | 1914–2006   | CDU       | 63 Balingen           | Direktmandat                 |                                                                  |
| Hermann Gross            | 1919–2005   | SPD       | 59 Calw               | Zweitmandat                  |                                                                  |
| Franz Gurk               | 1898–1984   | CDU       | 37 Bruchsal           | Direktmandat                 |                                                                  |
| Wilhelm Gutmann          | 1900–1976   | NPD       | 09 Leonberg           | Zweitmandat                  | Fraktionsvorsitzender bis 1969                                   |
| Friedrich Haag           | 1930–2022   | FDP/DVP   | 03 Stuttgart III      | Nachrücker im Zweitmandat    | eingetreten am 10. November 1969 für Ralf Dahrendorf             |
| Gottfried Haase          | 1923–2014   | SPD       | 09 Leonberg           | Zweitmandat                  |                                                                  |
| Heinrich von Hacht       | 1915–1998   | SPD       | 10 Ludwigsburg I      | Zweitmandat                  |                                                                  |
| Wilhelm Hahn             | 1909–1996   | CDU       | 30 Heidelberg-Stadt   | Direktmandat                 |                                                                  |
| Karl Hauff               | 1908–1987   | SPD       | 05 Stuttgart V        | Direktmandat                 |                                                                  |
| Wolfgang Haußmann        | 1903–1989   | FDP/DVP   | 04 Stuttgart IV       | Zweitmandat                  |                                                                  |
| Friedrich Heckmann       | 1925        | NPD       | 40 Heidelberg-Land    | Zweitmandat                  |                                                                  |
| Willi von Helden         | 1915–1988   | SPD       | 19 Göppingen I        | Zweitmandat                  |                                                                  |
| Walter Hirrlinger        | 1926–2018   | SPD       | 25 Esslingen I        | Direktmandat                 |                                                                  |
| Günter Höch              | 1921–2015   | SPD       | 70 Wangen             | Zweitmandat                  |                                                                  |
| Albert Höfflin           | 1925–2024   | CDU       | 52 Emmendingen        | Direktmandat                 | ausgeschieden am 5. Oktober 1971 (Nachfolger: Alois Schätzle)    |
| Paul Hofstetter          | 1907–1983   | SPD       | 03 Stuttgart III      | Zweitmandat                  |                                                                  |
| Anton Huber              | 1905–1998   | CDU       | 16 Aalen              | Direktmandat                 |                                                                  |
| Anton Ilg                | 1919–1995   | CDU       | 20 Göppingen II       | Direktmandat                 |                                                                  |
| Wilhelm Jung             | 1928–2015   | CDU       | 50 Lörrach            | Direktmandat                 |                                                                  |
| Erhard Junghans          | 1925–2005   | CDU       | 43 Tauberbischofsheim | Direktmandat                 |                                                                  |
| Willibald Kimmel         | 1929–2011   | CDU       | 33 Mannheim-Stadt III | Direktmandat                 |                                                                  |
| Otto Klenert             | 1915–1993   | CDU       | 12 Heilbronn-Land I   | Direktmandat                 |                                                                  |
| Max Knorr                | 1926        | NPD       | 50 Lörrach            | Zweitmandat                  |                                                                  |
| Rolf Kosiek              | 1934–2023   | NPD       | 30 Heidelberg-Stadt   | Zweitmandat                  |                                                                  |
| Udo Kraus                | 1924–1987   | SPD       | 40 Heidelberg-Land    | Zweitmandat                  |                                                                  |
| Rolf Krause              | 1936–2014   | NPD (**)  | 55 Offenburg          | Zweitmandat                  | (**) seit dem 17. Dezember 1970 fraktionslos                     |
| Walter Krause            | 1912–2000   | SPD       | 33 Mannheim-Stadt III | Zweitmandat                  |                                                                  |
| Friedrich Kübler         | 1922–1990   | NPD       | 59 Calw               | Zweitmandat                  |                                                                  |
| Ernst Kühnle             | 1915–1993   | CDU       | 34 Karlsruhe-Land I   | Direktmandat                 |                                                                  |
| Werner Kuhnt             | 1911–2000   | NPD       | 27 Nürtingen          | Zweitmandat                  | Fraktionsvorsitzender seit 1969                                  |
| Erwin Lamparter          | 1923–1998   | SPD       | 08 Böblingen          | Nachrücker im Zweitmandat    | eingetreten am 14. September 1970 für Ernst Schäfer              |
| Hanne Landgraf           | 1914–2005   | SPD       | 28 Karlsruhe-Stadt I  | Zweitmandat                  | bis 1970 einzige Frau im Landtag                                 |
| Eugen Leibfried          | 1897–1978   | CDU       | 41 Sinsheim           | Direktmandat                 |                                                                  |
| Christian Leibing        | 1905–1997   | CDU       | 18 Ulm-Land           | Direktmandat                 |                                                                  |
| Franz Leuser             | 1913–2005   | CDU       | 48 Donaueschingen     | Direktmandat                 |                                                                  |
| Eduard Leuze             | 1906–1973   | FDP/DVP   | 65 Reutlingen         | Zweitmandat                  | Fraktionsvorsitzender bis 1969                                   |
| Alfred Löffler           | 1909–1989   | CDU       | 51 Freiburg-Land      | Direktmandat                 |                                                                  |
| Hans Lorenser            | 1916–1989   | CDU       | 07 Ulm-Stadt          | Direktmandat                 |                                                                  |
| Nikolaus Lorenz          | 1929–2016   | SPD       | 50 Lörrach            | Zweitmandat                  |                                                                  |
| Anton Lutz               | 1921–2004   | CDU       | 67 Saulgau            | Direktmandat                 |                                                                  |
| Oskar Marczy             | 1924–2006   | FDP/DVP   | 08 Böblingen          | Zweitmandat                  |                                                                  |
| Toni Menzinger           | 1905–2007   | CDU       | 29 Karlsruhe-Stadt II | Nachrückerin im Direktmandat | eingetreten am 28. August 1970 für Otto Dullenkopf               |
| Ernst Merz               | 1921–1996   | CDU       | 27 Nürtingen          | Direktmandat                 |                                                                  |
| Bernhard Müller          | 1905–2001   | CDU       | 01 Stuttgart I        | Direktmandat                 |                                                                  |
| Friedrich Müller         | 1922–2014   | SPD       | 37 Bruchsal           | Zweitmandat                  |                                                                  |
| Hermann Müller           | 1913–1991   | FDP/DVP   | 15 Crailsheim         | Direktmandat                 |                                                                  |
| Rudolf Müller            | 1915–2011   | FDP/DVP   | 14 Öhringen           | Zweitmandat                  |                                                                  |
| Martin Mußgnug           | 1936–1997   | NPD       | 65 Reutlingen         | Zweitmandat                  |                                                                  |
| Alexander Nagel          | 1925–2012   | FDP/DVP   | 40 Heidelberg-Land    | Zweitmandat                  |                                                                  |
| Willy Niethammer         | 1914–1991   | SPD       | 61 Rottweil           | Zweitmandat                  |                                                                  |
| Gerhard Noller           | 1922–1999   | SPD       | 65 Reutlingen         | Zweitmandat                  |                                                                  |
| Guntram Palm             | 1931–2013   | FDP/DVP   | 24 Waiblingen II      | Zweitmandat                  |                                                                  |
| Rolf Röhm                | 1927–2014   | SPD       | 27 Nürtingen          | Zweitmandat                  |                                                                  |
| Hans Roth                | 1923–2009   | CDU       | 09 Leonberg           | Direktmandat                 |                                                                  |
| Robert Ruder             | 1934–2015   | CDU       | 55 Offenburg          | Nachrücker im Direktmandat   | eingetreten am 11. September 1970 für Erhard Schrempp            |
| Ernst Rudigier           | 1922–1981   | FDP/DVP   | 48 Donaueschingen     | Zweitmandat                  |                                                                  |
| Ernst Schäfer            | 1906–1989   | SPD       | 08 Böblingen          | Zweitmandat                  | ausgeschieden am 8. September 1970 (Nachfolger: Erwin Lamparter) |
| Alois Schätzle           | 1925–2022   | CDU       | 52 Emmendingen        | Nachrücker im Direktmandat   | eingetreten am 18. Oktober 1971 für Albert Höfflin               |
| Rudolf Schieler          | 1928–2012   | SPD       | 44 Freiburg-Stadt     | Zweitmandat                  |                                                                  |
| Karl Schiess             | 1914–1999   | CDU       | 45 Überlingen         | Direktmandat                 |                                                                  |
| Josef Schmidt            | 1908–1979   | SPD       | 52 Emmendingen        | Zweitmandat                  |                                                                  |
| Arnold Schmidt-Brücken   | 1905–1986   | FDP/DVP   | 30 Heidelberg-Stadt   | Zweitmandat                  |                                                                  |
| Erich Schneider          | 1933–2024   | CDU       | 22 Backnang           | Direktmandat                 |                                                                  |
| Norbert Schneider        | 1935        | CDU       | 60 Freudenstadt       | Direktmandat                 |                                                                  |
| Friedrich Schock         | 1930–2017   | CDU       | 24 Waiblingen II      | Direktmandat                 | ausgeschieden am 10. Januar 1969 (Nachfolger: Günther Steeb)     |
| Rolf Schoeck             | 1928–1999   | CDU       | 10 Ludwigsburg I      | Direktmandat                 |                                                                  |
| Ventur Schöttle          | 1929–2024   | CDU       | 66 Ehingen            | Direktmandat                 |                                                                  |
| Erhard Schrempp          | 1910–1971   | CDU       | 55 Offenburg          | Direktmandat                 | ausgeschieden am 1. September 1970 (Nachfolger: Robert Ruder)    |
| Joachim Schröder         | 1925–1989   | SPD       | 02 Stuttgart II       | Direktmandat                 |                                                                  |
| Bernhard Schroth         | 1908–1986   | SPD       | 57 Rastatt            | Zweitmandat                  |                                                                  |
| Hans-Otto Schwarz        | 1929–2011   | SPD       | 04 Stuttgart IV       | Direktmandat                 |                                                                  |
| Josef Siedler            | 1913–2005   | CDU       | 70 Wangen             | Direktmandat                 |                                                                  |
| Camill Siegwarth         | 1918–1989   | CDU       | 35 Karlsruhe-Land II  | Direktmandat                 |                                                                  |
| Lothar Späth             | 1937–2016   | CDU       | 11 Ludwigsburg II     | Direktmandat                 |                                                                  |
| Alfons Stadler           | 1926–2006   | CDU       | 53 Villingen          | Nachrücker im Direktmandat   | eingetreten am 8. Juni 1971 für Karl Brachat                     |
| Günther Steeb            | 1931–2023   | CDU       | 24 Waiblingen II      | Nachrücker im Direktmandat   | eingetreten am 10. Januar 1969 für Friedrich Schock              |
| Friedrich Stephan        | 1915–1997   | SPD       | 55 Offenburg          | Zweitmandat                  |                                                                  |
| Friedrich Stock          | 1913–1978   | FDP/DVP   | 60 Freudenstadt       | Zweitmandat                  |                                                                  |
| Peter Stöckicht          | 1930–2018   | NPD       | 14 Öhringen           | Zweitmandat                  |                                                                  |
| Friedrich Konrad Stork   | 1914–1988   | FDP/DVP   | 51 Freiburg-Land      | Zweitmandat                  |                                                                  |
| Karl Theodor Uhrig       | 1923–2000   | CDU       | 54 Lahr               | Direktmandat                 |                                                                  |
| Hermann Veit             | 1897–1973   | SPD       | 29 Karlsruhe-Stadt II | Zweitmandat                  |                                                                  |
| Hermann Viellieber       | 1917–1993   | CDU       | 46 Konstanz I         | Direktmandat                 |                                                                  |
| Wolfgang Vogt            | 1913–2005   | FDP/DVP   | 36 Pforzheim          | Zweitmandat                  |                                                                  |
| Kurt Vollmer             | 1934–1998   | FDP/DVP   | 23 Waiblingen I       | Zweitmandat                  |                                                                  |
| Fritz Weber              | 1911–1998   | FDP/DVP   | 59 Calw               | Nachrücker im Zweitmandat    | eingetreten am 5. November 1970 für Walter Ableiter              |
| Werner Weinmann          | 1935–1997   | SPD       | 26 Esslingen II       | Zweitmandat                  |                                                                  |
| Gerhard Weiser           | 1931–2003   | CDU       | 40 Heidelberg-Land    | Direktmandat                 |                                                                  |
| Gerhard Weng             | 1916–1988   | CDU       | 58 Tübingen           | Direktmandat                 |                                                                  |
| Claus Weyrosta           | 1925–2003   | SPD       | 11 Ludwigsburg II     | Zweitmandat                  |                                                                  |
| Reinhold Wild            | 1943        | NPD (***) | 15 Crailsheim         | Zweitmandat                  | (***) seit dem 13. Dezember 1971 fraktionslos                    |
| Martin Wurm              | 1918–1998   | CDU       | 03 Stuttgart III      | Direktmandat                 |                                                                  |
| Fritz Wurster            | 1922–2016   | CDU       | 36 Pforzheim          | Direktmandat                 |                                                                  |
| Camill Wurz              | 1905–1986   | CDU       | 56 Baden-Baden        | Direktmandat                 |                                                                  |
| Alfons Zinser            | 1914–1991   | CDU       | 68 Biberach           | Direktmandat                 |                                                                  |